# Cangrande II. della Scala

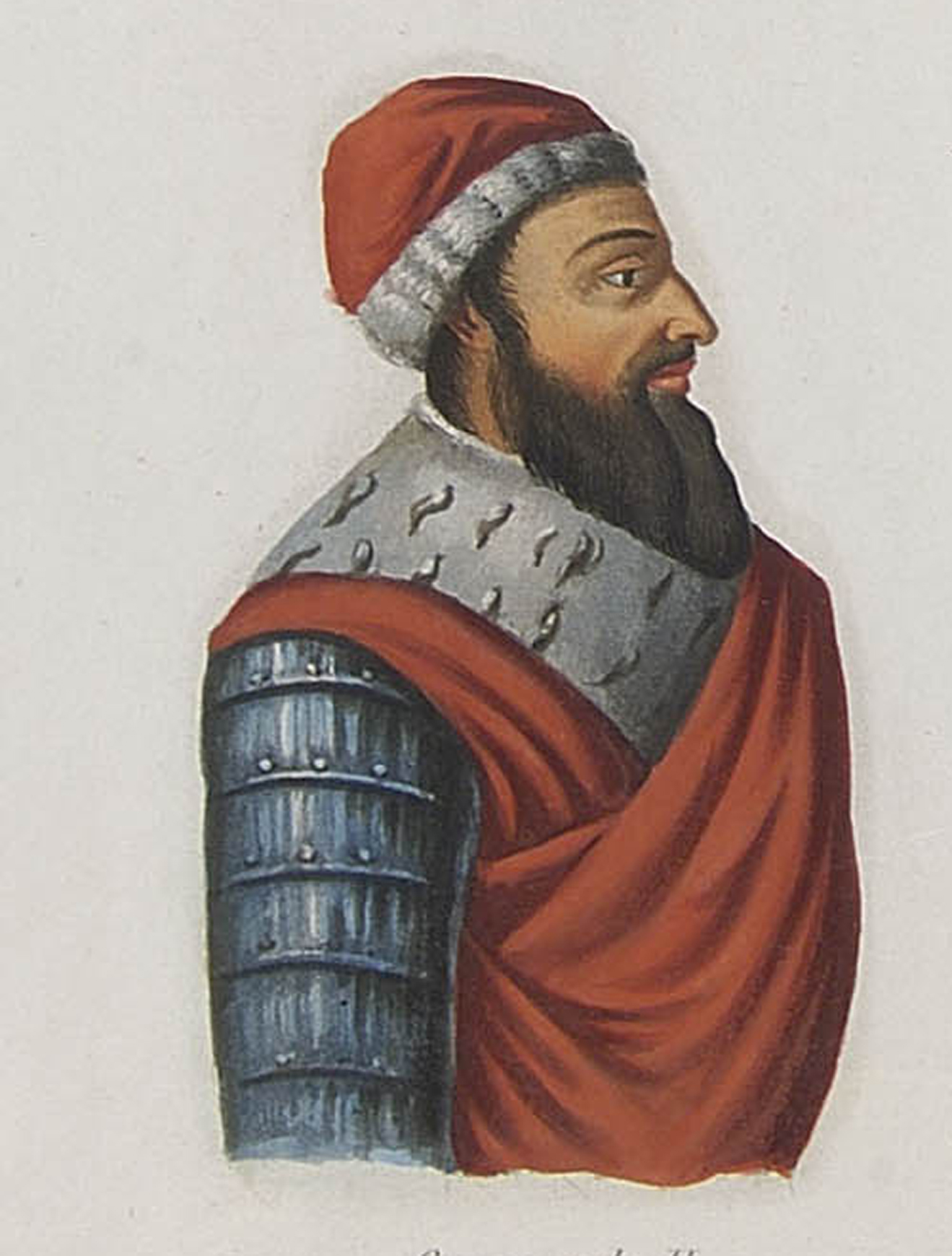
Cangrande II. della Scala

Cangrande II. della Scala († 14. Dezember 1359 in Verona) war Herr von Verona und Vicenza. Er war zwischen 1351 und 1359 der sechste Herrscher aus der Signoria der Scaliger und regierte de jure zusammen mit seinen beiden jüngeren Brüdern Paolo Alboino und Cansignorio della Scala.

## Leben
Cangrande war der erstgeborene Sohn von Mastino II. della Scala und seiner Gattin Taddea da Carrara. Das von Chronisten mit 7. Juni 1332 überlieferte Geburtsdatum stimmt mit dem Tag überein, als Brescia von seinem Vater erobert wurde und scheint deshalb nach Varanini wenig glaubwürdig. Von seiner Kindheit und Jugendzeit sind nur sehr spärliche Informationen bekannt. 1337 wurde er zum Ritter geschlagen. Kurz vor dem Friedensschluss mit Venedig und Florenz im Januar 1339 verweigerte sein Vater seinen Austausch für den in Venedig in Gefangenschaft gehaltenen Alberto II. della Scala, Bruder und Mitregent von Mastino II.
Zwischen 1348 und 1349 stand er in einigen Feldzügen gegen die Gonzaga aus Mantua an der Seite seines Onkels Alberto II. Im Mai 1350 wurde seine Heirat mit Elisabeth von Bayern, der Tochter von Ludwig IV. arrangiert, die er im November des gleichen Jahres heiratete. Die verwandtschaftliche Beziehung zu den einflussreichen Wittelsbachern soll laut zeitgenössischen Chronisten sich nicht positiv auf sein Verhalten ausgewirkt haben.
Nach dem Tod seines Vaters im Juni 1351 verzichtete sein Onkel auf die alleinige Regentschaft und übertrug sie Cangrande II. und seinen beiden jüngeren Brüdern. De facto übte sie, auch nach dem Tod seines Onkels Alberto im September 1352, aber allein Cangrande II. aus. Gleich zu Beginn seiner Regentschaft musste er sich mit den aufstrebenden Visconti aus Mailand auseinandersetzen. Schwierigkeiten bereiteten ihm aber auch die Castelbarco im südlichen Trentino, so dass er Ende 1352 an der Spitze eine Heeres gegen die Castelbarco im Vallagarina zog. Erst durch die Intervention seines Schwagers Ludwig V. konnte der Streit mit den Castelbarco geschlichtet werden. Casagrande II. kam die schwierige Aufgabe zu, die von Mastino II. begonnene Bündnispolitik fortzusetzen. Insbesondere sah er sich mit den schwierigen Beziehungen zu den Viscontis, seine Schwester Beatrice della Scala mit Bernabò Visconti verheiratet worden, im Kampf um Macht und Einfluss in Oberitalien konfrontiert. Im Dezember 1353 schloss er sich dem gegen die Visconti gerichteten Bündnis an, dem Venedig, die Este, die da Carrara und die Manfredi angehörten.
Als er sich im Februar 1354 mit seinem Bruder Cansignorio in Bozen aufhielt, um nach einigen Quellen den Grafen von Tirol für das Bündnis gegen die Visconti zu gewinnen, putschte sich sein Halbbruder Fregnano della Scala mit Unterstützung der Gonzaga und einigen den Scaligern in Verona feindlich gesinnten Familien der städtischen Führungsschicht an die Macht und ließ sich zum Herrn von Verona ausrufen.
Nachdem ihn die Nachricht vom Umsturz seines Halbbruders erreichte, eilte er nach Vicenza in der sein treuer Berater Giovanni della Scala Zuflucht gefunden hatte. In Vicenza stellte er ein Heer auf und zog mit ihm nach Verona. Der Umsturzversuch endete schließlich mit dem Tod Fregnanos, der im Kampf um die Stadt am 25. Februar 1354 fiel.
Der Komplott seines Halbbruders gab Cangrande II. den Anlass, gnadenlos gegen Widersacher und vermeintliche Verschwörer vorzugehen. Er nutzte es aber auch als Vorwand, das administrative Gefüge der Stadt nach seinen Vorstellungen umzugestalten, auch wenn er zunächst darauf verzichtete alteingesessene Einrichtungen, wie den Großen Rat, aufzulösen.
Im Sommer 1354 begann der Krieg gegen Mailand. Im Bündnis gegen Mailand, dem sich mittlerweile auch die Gonzaga angeschlossen hatten, spielte Cangrande II. keine bedeutende Rolle, zumal der Konflikt bereits im Oktober des gleichen Jahres mit dem Tod Giovanni Viscontis beendet war.

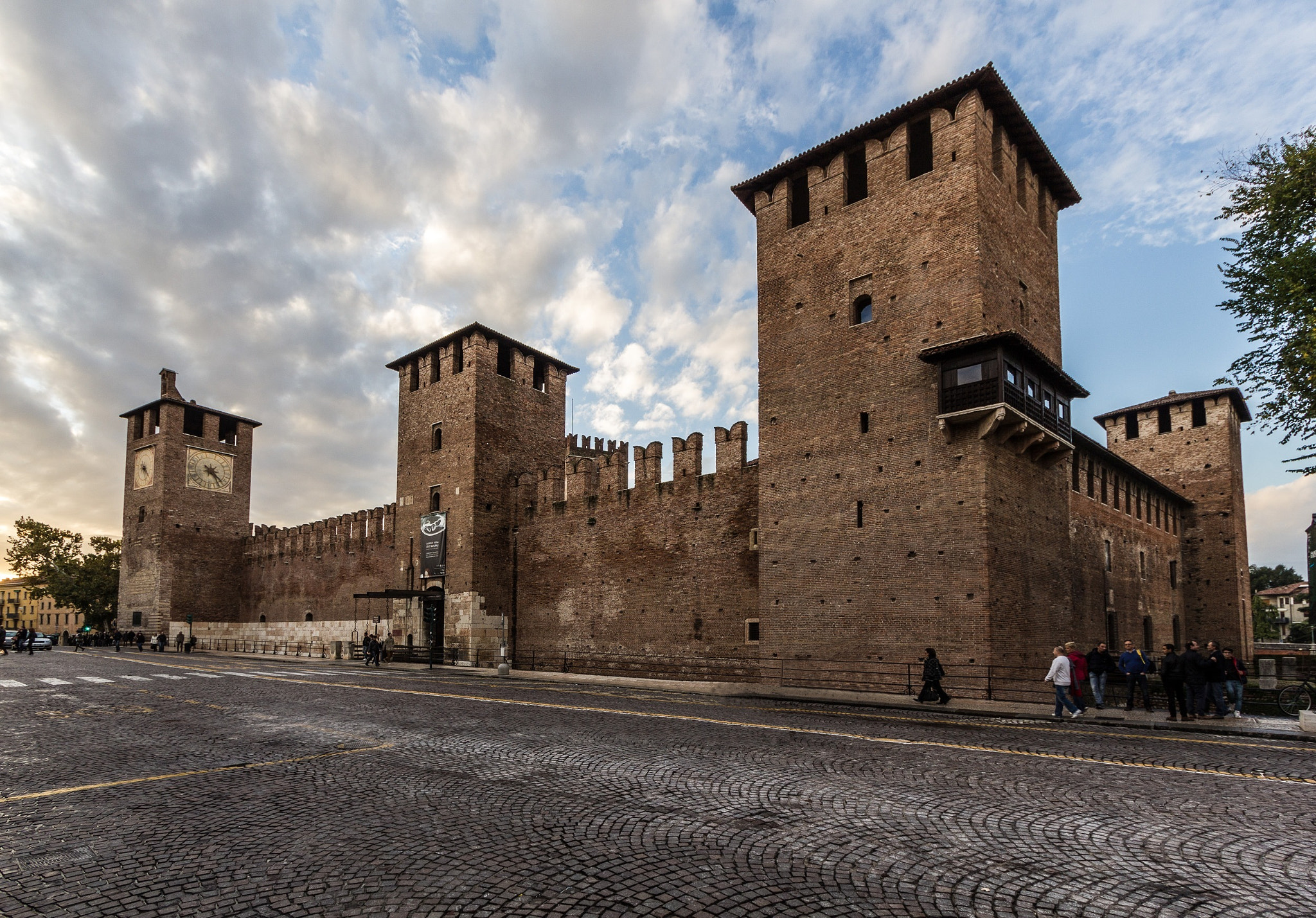
Das unter Cangrande II. errichtete Castelvecchio in Verona

Um sich besser vor zukünftigen Übergriffen zu schützen, gab er noch 1354 den Auftrag zum Bau der Burg San Martino Aquaro später bekannt als Castelvecchio. Die am Rande der damaligen Stadt gelegene Scaligerburg symbolisiert die zunehmende Distanz, die sich zwischen den Scaligern und der Bevölkerung aufgebaut hatte. Die in kurzer Zeit errichtete Burg, für deren Finanzierung Cangrande II. die Steuern anzog, verfügte mit der Ponte Scaligero eine nur den Scaligern und ihren Vertrauten vorbehaltene Brücke, über die sie sich bei Gefahr auf die andere Seite der Etsch zurückziehen könnten. Nach der Fertigstellung der Burg 1356 residierte er mit engen Vertrauten von der Burg aus. Zudem umgab er sich mit deutschen Rittern, die sein Schwager Ludwig V. ihm zu seinem persönlichen Schutz zur Verfügung stellte.
Außenpolitisch hielt er sich nach dem Februar 1354 weitgehend zurück. Auch nach dem Einfall der Ungarn unter König Ludwig I. nach Venetien 1356 vermied er es eindeutige  Positionen zu beziehen. Zwar hofierte er vor dem Ungarn, vermied es aber gemeinsam gegen dessen Widersacher Venedig vorzugehen. Zwischen 1358 und 1359 bot er seinem Schwager Bernabò Visconti eine mehr symbolische Hilfe bei dessen Belagerung von Bologna.
Innenpolitisch fiel der mit dem Spitznamen Can rabioso (dt. tollwütiger Hund) betitelte Cangrande II., den er sich für seine despotische Regierungsweise zueignete, in seinen letzten Regierungsjahren von 1356 bis 1359 insbesondere durch seine Steuerpolitik auf. Auf sein Heer gestützt, erhöhte er Steuern und Abgaben und versuchte zugleich soviel Reichtümer wie möglich für seine unehelichen Kinder anzuhäufen.
Womöglich weil er um sein Leben fürchtete, fasste er im November 1359 sein Testament ab. Im Testament benannte er als Universalerben zwar seine jüngeren Brüder Paolo Alboino und Cansignorio, einige Wochen zuvor hatte er aber bereits wesentliche Geldsummen zugunsten seiner unehelichen Kinder nach Venedig transferieren lassen.
Wenige Wochen danach wurde er am 14. Dezember 1359 von seinem Bruder Cansignorio auf offener Straße in Verona ermordet.
Er fand seine letzte Ruhestätte auf dem Familienfriedhof der Scaligero in einem unscheinbaren Sarkophag.